# Јован Јовановић (лекар)
Јован Ј. Јовановић (Београд, 1870 — 1923) био је српски лекар. Један је од оснивача и пионира савремене гинеколошко–акушерске службе у Србији и дворски лекар краљице Драге Обреновић.

## Биографија
Рођен је 1870. године у Београду, у породици Јелисавете и Јеврема Јовановића, велетрговца дуваном, пореклом из Урошевца. Када је имао три године умрла му је мајка, а њега је, са сестром, отац послао у Вршац, где је завршио основну школу. Године 1879. када му је умро и отац, уписао је први разред „Српске православне велике гимназије” у Новом Саду, где је 1887. године матурирао и потом се уписао на студије медицине у Бечу. По завршетку студија 1893. године специјализовао је гинекологију и акушерство код чувеног бечког професора Шауте (Schauta) па је као специјалиста 1895. године дошао у Београд. Убрзо је био постављен за шефа ГА одељења Опште државне болнице. Десна рука и одани помоћник др Јовановићу у раду на одељењу била је Пољакиња др Ева Хаљецка, која му је помагала и у Бабичкој школи, основаној његовим залагањем 1899. године. Такође је његовим залагањем 1902. године била изграђена и почела са радом „Женска болница краљице Драге” на Врачару, у коју су били пресељени ГА одељење и Школа за бабице.
Он је 1904. године био један од иницијатора одржавања Првог конгреса српских лекара и природњака у Београду, на коме је поднео свој реферат „Првих пет година рада у Београдској школи за бабице 1899–1904.”. Те године је, такође његовом иницијативом, било основано добротворно, добровољно удружење „Српска мајка”, а његовим залагањем, и подршком др Драге Љочић и Саре Карамарковић, основан је фонд којим је изграђена зграда тог Удружења. Када је 1919. године то удружење обновило рад, отворило је први Диспанзер за мајку и дете у Србији.
Године 1909. у Гроцкој основао је Среско породилиште, а наредне 1910. др Јовановић је пензионисан у својој 40. години живота, када је наставио да ради као приватни лекар у Београду. После рата, поново бива постављен за шефа ГА одељења ОДБ и управника Школе за бабице. Током година 1922–1923. др Јовановић је подигао зграду за свој велики приватни санаторијум, у којој је био и његов стан. Данас је та зграда хотел „Ексцелзиор”.
Умро је 1923. године у Београду, а у некрологу објављеном у Српском архиву (св. VII i IX) каже се да је пратња према Новом гробљу била једна од најимпозантнијих у то време.

## Претеча воћарства
Мало је познато да је др Јовановић такође и претеча српског воћарства. По повратку у Србију, уз бављење медицином, подигао је плантажу трешњe 1908. године у Гроцкој, купујући 80ha земље. Овим доктор даје темеље робне и конзумне производње воћа у грочанском крају, захваљујући коме Гроцка до данас представља центар и престоницу робног воћарства у читавој Србији. У народу је остао познат као „женски доктор”, а његова трешња, француска сорта „лионска рана”, по њему је добила име - „докторка”.
Дан-данас трешња „докторка” у Гроцкој постоји и рађа, док су грочанске трешње препознатљив бренд Београда и Србије, тражен на свим странама света.